# Casteggio
Casteggio est une commune de la province de Pavie, dans la région Lombardie, en Italie. Elle est située à une douzaine de kilomètres au sud de Pavie, dans l'Oltrepò pavese.
En -222, le chef gaulois Viridomaros et son armée y sont vaincus par le général romain Claudius Marcellus.

## Géographie
La ville moderne est située dans la plaine de la rive droite du Pô, à six kilomètres environ du fleuve, au pied des premières collines de l'Apennin ligure, sur lesquelles se trouve l'habitat le plus ancien.
La ville est arrosée par un petit affluent de rive droite du Pô, le Coppa.
Dans la plaine, à proximité immédiate de Casteggio, passent l'autoroute A21 Turin-Brescia et la voie ferrée Alexandrie-Plaisance.

## Histoire
Casteggio était, dans l'Antiquité, Clastidium, ville des Marici ou des Anamari, populations celtiques ou celto-ligures. C'est à cet endroit qu'eut lieu la bataille de Clastidium (222 av. J.-C.) dans laquelle les Romains remportèrent une victoire écrasante sur les Gésates, après que le général romain, le consul Marcus Claudius Marcellus, eut tué en combat singulier le chef gaulois Viridomaros (ce qui lui valut de remporter les troisièmes spolia opima (dépouilles opimes).

## Administration
| Période                                  | Période  | Identité            | Étiquette | Qualité |
| ---------------------------------------- | -------- | ------------------- | --------- | ------- |
| 1970                                     | 1975     | Renzo Guarnaschelli | DC        |         |
| 1975                                     | 1980     | Giorgio Piovano     | PCI       |         |
| 1980                                     | 1990     | Paolo Montagna      | PSI       |         |
| 1990                                     | 1995     | Enzo Morini         | DC        |         |
| 1995                                     | 2004     | Lorenzo Callegari   |           |         |
| 14 juin 2004                             | En cours | Michele Manfra      |           |         |
| Les données manquantes sont à compléter. |          |                     |           |         |

### Hameaux
Cròtesi, Mairano, Rivetta, San Biagio, Sgarbina, Tronco Nero.

### Communes limitrophes
Borgo Priolo, Calvignano, Casatisma, Corvino San Quirico, Montebello della Battaglia, Oliva Gessi, Robecco Pavese, Verretto.